# 伊萬尼夫 (海辛區)
48°44′53″N 29°48′52″E / 48.74806°N 29.81444°E
伊萬尼夫（烏克蘭語：Іванів）是位於烏克蘭西南部的村莊，由文尼察州海辛區的捷普利克市鎮負責管轄。該村面積0.12平方公里，海拔高度240米，2001年人口248，人口密度每平方公里2,000人。